# La Meilleraie-Tillay
Pour les articles homonymes, voir Tillaye.
La Meilleraie-Tillay [la mɛjʁɛ tijɛ] est une commune française située dans le département de la Vendée, en région Pays de la Loire.

## Géographie
La Meilleraie-Tillay est située à l'est du département de la Vendée, dans le « Haut-Bocage » vendéen, proche de « la Gâtine » aux limites des Deux-Sèvres.
L'altitude allant de 86 mètres à 240 mètres sur le massif granitique de la commune, l'altitude moyenne est de 124 mètres,.
Le territoire municipal s’étend sur 2 021 hectares.
| Le Boupère           | Pouzauges            |             |
| Monsireigne          | La Mailleraie-Tillay | Montournais |
| Chavagnes-les-Redoux | Tallud-Sainte-Gemme  | Réaumur     |

### Climat
Pour des articles plus généraux, voir Climat des Pays de la Loire et Climat de la Vendée.
En 2010, le climat de la commune est de type climat océanique altéré, selon une étude du CNRS s'appuyant sur une série de données couvrant la période 1971-2000. En 2020, Météo-France publie une typologie des climats de la France métropolitaine dans laquelle la commune est exposée à un climat océanique et est dans la région climatique  Bretagne orientale et méridionale, Pays nantais, Vendée, caractérisée par une faible pluviométrie en été et une bonne insolation. 
Pour la période 1971-2000, la température annuelle moyenne est de 11,7 °C, avec une amplitude thermique annuelle de 14,5 °C. Le cumul annuel moyen de précipitations est de 853 mm, avec 12,3 jours de précipitations en janvier et 6,6 jours en juillet. Pour la période 1991-2020, la température moyenne annuelle observée sur la station météorologique de Météo-France la plus proche, « St-Fulgent_sapc », sur la commune de Saint-Fulgent à 28 km à vol d'oiseau, est de 12,6 °C et le cumul annuel moyen de précipitations est de 815,9 mm,. Pour l'avenir, les paramètres climatiques de la commune estimés pour 2050 selon différents scénarios d'émission de gaz à effet de serre sont consultables sur un site dédié publié par Météo-France en novembre 2022.

## Urbanisme

### Typologie
Au 1er janvier 2024, La Meilleraie-Tillay est catégorisée commune rurale à habitat dispersé, selon la nouvelle grille communale de densité à sept niveaux définie par l'Insee en 2022.
Elle est située hors unité urbaine. Par ailleurs la commune fait partie de l'aire d'attraction de Pouzauges, dont elle est une commune de la couronne,. Cette aire, qui regroupe 7 communes, est catégorisée dans les aires de moins de 50 000 habitants,.

### Occupation des sols
L'occupation des sols de la commune, telle qu'elle ressort de la base de données européenne d’occupation biophysique des sols Corine Land Cover (CLC), est marquée par l'importance des territoires agricoles (91,1 % en 2018), en diminution par rapport à 1990 (93,7 %). La répartition détaillée en 2018 est la suivante : 
zones agricoles hétérogènes (37,4 %), terres arables (28,5 %), prairies (25,3 %), zones urbanisées (5,6 %), mines, décharges et chantiers (2,5 %), forêts (0,8 %). L'évolution de l’occupation des sols de la commune et de ses infrastructures peut être observée sur les différentes représentations cartographiques du territoire : la carte de Cassini (XVIIIe siècle), la carte d'état-major (1820-1866) et les cartes ou photos aériennes de l'IGN pour la période actuelle (1950 à aujourd'hui).

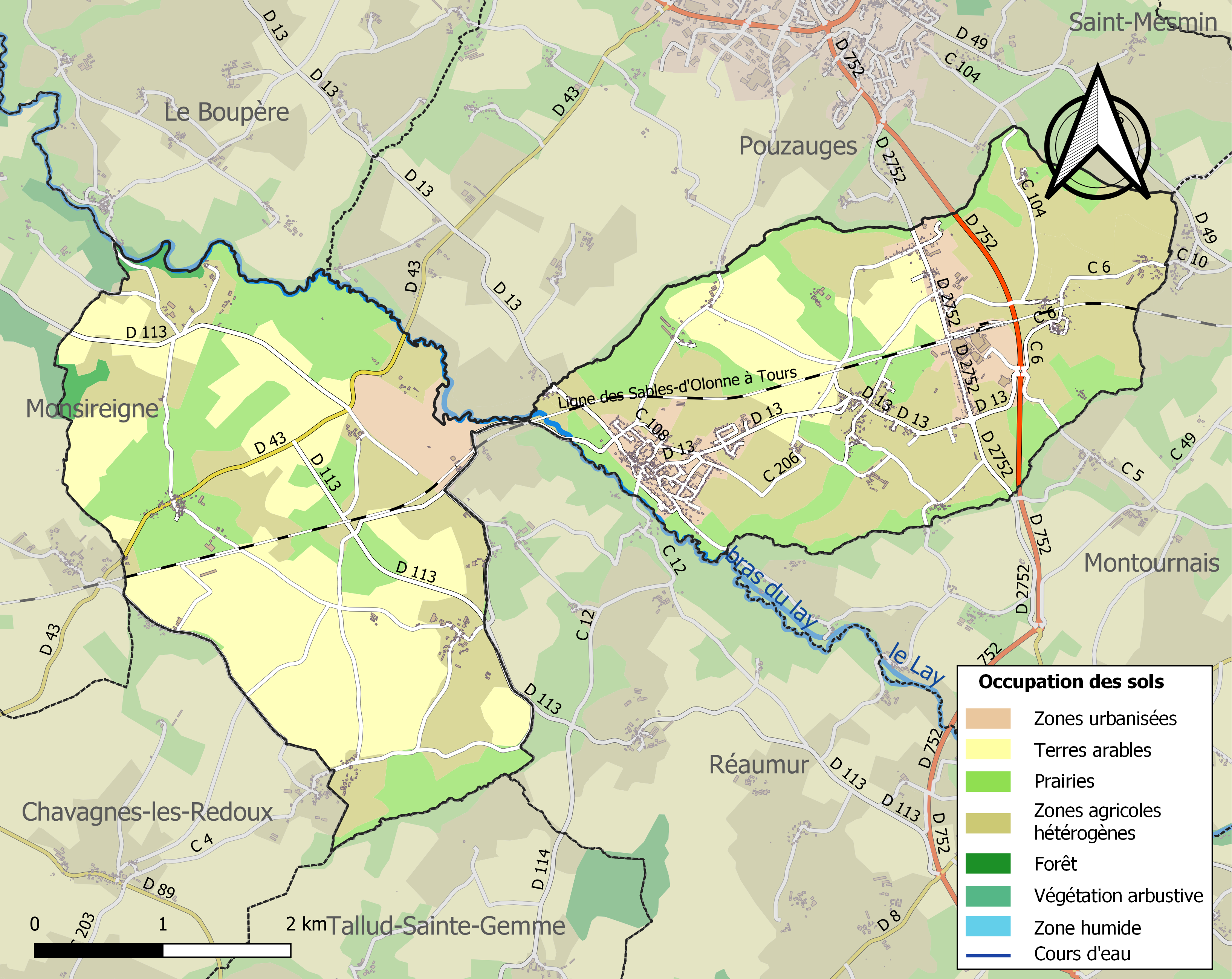
Carte des infrastructures et de l'occupation des sols de la commune en 2018 (CLC).

## Toponymie
Le nom de cette commune résulte de la fusion des communes de La Meilleraie et de Tillay par l'ordonnance royale du 11 juin 1827.
Le chef-lieu est fixé à La Meilleraie à cette date.

## Histoire
Deux souterrains refuges sont connus à La Lunelière et à Puy Morin.

## Politique et administration

### Liste des maires
| Période                                  | Période     | Identité           | Étiquette         | Qualité             |
| ---------------------------------------- | ----------- | ------------------ | ----------------- | ------------------- |
| mars 2008                                | 18 mai 2020 | Didier Chataigner, | Divers droite UDI | agent d'affaires    |
| 18 mai 2020                              | En cours    | Éric Bernard       |                   | technico-commercial |
| Les données manquantes sont à compléter. |             |                    |                   |                     |

## Population et société

### Démographie

#### Évolution démographique
L'évolution du nombre d'habitants est connue à travers les recensements de la population effectués dans la commune depuis 1793. Pour les communes de moins de 10 000 habitants, une enquête de recensement portant sur toute la population est réalisée tous les cinq ans, les populations de référence des années intermédiaires étant quant à elles estimées par interpolation ou extrapolation. Pour la commune, le premier recensement exhaustif entrant dans le cadre du nouveau dispositif a été réalisé en 2006.

En 2022, la commune comptait 1 489 habitants, en évolution de −1,59 % par rapport à 2016 (Vendée : +5,33 %, France hors Mayotte : +2,11 %).
| 1793 | 1800 | 1806 | 1821 | 1831 | 1836 | 1841 | 1846 | 1851 |
| ---- | ---- | ---- | ---- | ---- | ---- | ---- | ---- | ---- |
| 600  | 468  | 456  | 590  | 613  | 831  | 841  | 915  | 944  |

| 1856 | 1861 | 1866  | 1872  | 1876  | 1881  | 1886  | 1891  | 1896  |
| ---- | ---- | ----- | ----- | ----- | ----- | ----- | ----- | ----- |
| 955  | 988  | 1 036 | 1 081 | 1 052 | 1 121 | 1 160 | 1 136 | 1 123 |

| 1901  | 1906  | 1911  | 1921  | 1926  | 1931  | 1936  | 1946  | 1954  |
| ----- | ----- | ----- | ----- | ----- | ----- | ----- | ----- | ----- |
| 1 104 | 1 105 | 1 166 | 1 291 | 1 288 | 1 424 | 1 470 | 1 386 | 1 470 |

| 1962  | 1968  | 1975  | 1982  | 1990  | 1999  | 2006  | 2011  | 2016  |
| ----- | ----- | ----- | ----- | ----- | ----- | ----- | ----- | ----- |
| 1 377 | 1 359 | 1 479 | 1 462 | 1 504 | 1 499 | 1 511 | 1 558 | 1 513 |

| 2021  | 2022  | - | - | - | - | - | - | - |
| ----- | ----- | - | - | - | - | - | - | - |
| 1 493 | 1 489 | - | - | - | - | - | - | - |

#### Pyramide des âges
En 2018, le taux de personnes d'un âge inférieur à 30 ans s'élève à 31,0 %, soit en dessous de la moyenne départementale (31,6 %). De même, le taux de personnes d'âge supérieur à 60 ans est de 28,0 % la même année, alors qu'il est de 31,0 % au niveau départemental.
En 2018, la commune comptait 750 hommes pour 748 femmes, soit un taux de 50,07 % d'hommes, légèrement supérieur au taux départemental (48,84 %).
Les pyramides des âges de la commune et du département s'établissent comme suit.
| Hommes | Classe d’âge | Femmes |
| ------ | ------------ | ------ |
| 1,2    | 90 ou +      | 1,5    |
| 8,5    | 75-89 ans    | 12,3   |
| 15,3   | 60-74 ans    | 17,1   |
| 25,4   | 45-59 ans    | 22,9   |
| 16,8   | 30-44 ans    | 16,9   |
| 14,0   | 15-29 ans    | 12,0   |
| 18,8   | 0-14 ans     | 17,3   |

| Hommes | Classe d’âge | Femmes |
| ------ | ------------ | ------ |
| 0,8    | 90 ou +      | 2,2    |
| 8,7    | 75-89 ans    | 11,1   |
| 20,3   | 60-74 ans    | 21,3   |
| 20     | 45-59 ans    | 19,4   |
| 17,5   | 30-44 ans    | 16,8   |
| 15     | 15-29 ans    | 13,2   |
| 17,7   | 0-14 ans     | 16,1   |

## Culture locale et patrimoine

### Lieux et monuments

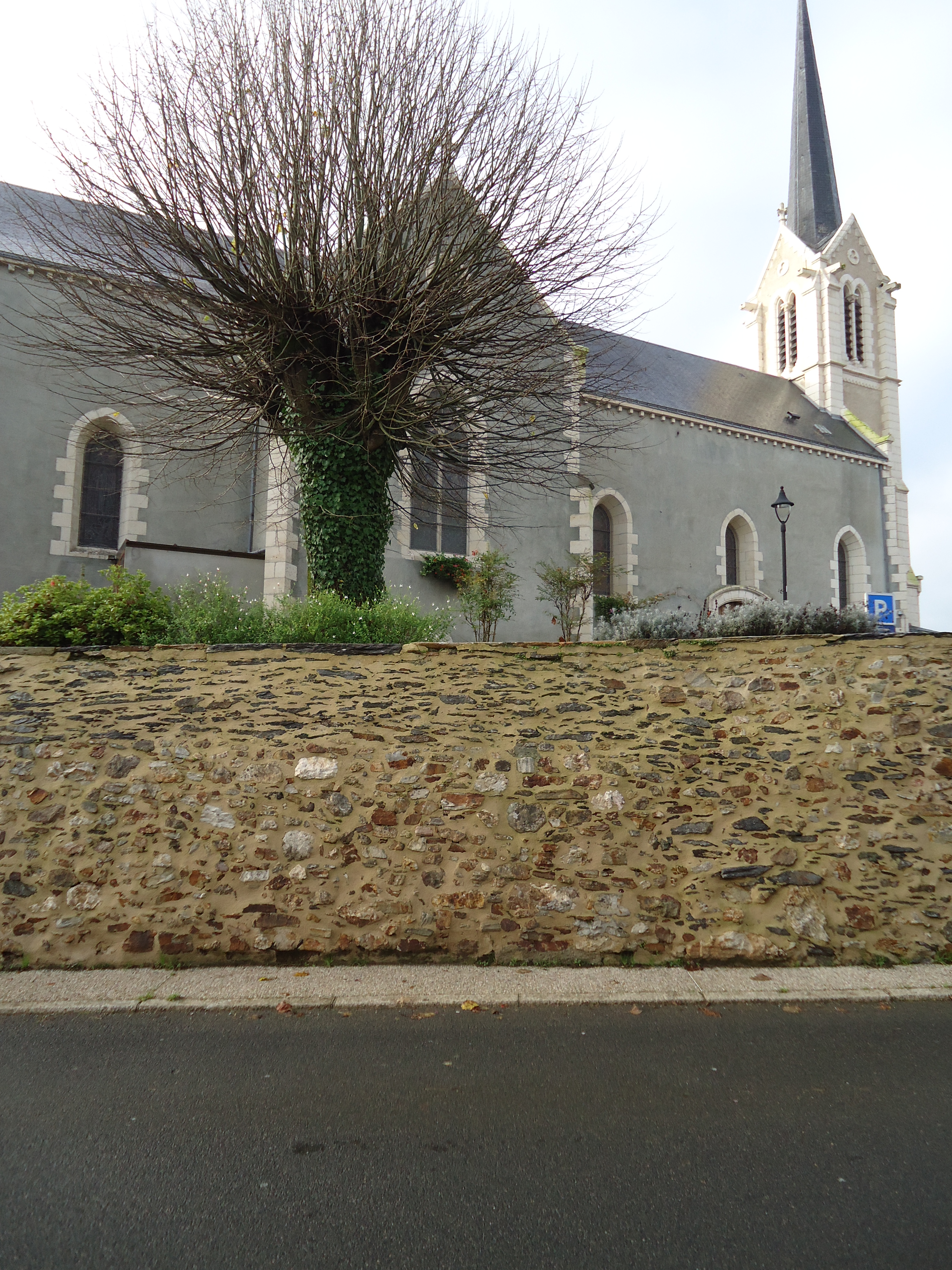
L'église Saint-Martin.

- Église Saint-Martin
- Château de la Motte
- Manoir du Puy Morin

### Héraldique
| Blason de La Meilleraie-Tillay | Blason  | Parti : au 1er d'or à une pierre d'azur, au 2d de sinople à une tête d'ours d'argent mouvant du flanc senestre ; au chef d'azur à deux cœurs vidés, croisetés et entrelacés, cousus* de gueules mouvant du trait du chef. |
| Blason de La Meilleraie-Tillay | Détails | * Ces armes emploient le terme « cousu » dans le seul but de contrevenir à la règle de contrariété des couleurs : elles sont fautives : gueules sur azur. La pierre fait référence à l'école de « la Pierre Bleue » et à la diorite, roche d'origine magmatique. Le chef évoque le département de la Vendée. Présent sur des panneaux de rue. |